# Schloss Grubhof (Sankt Martin bei Lofer)

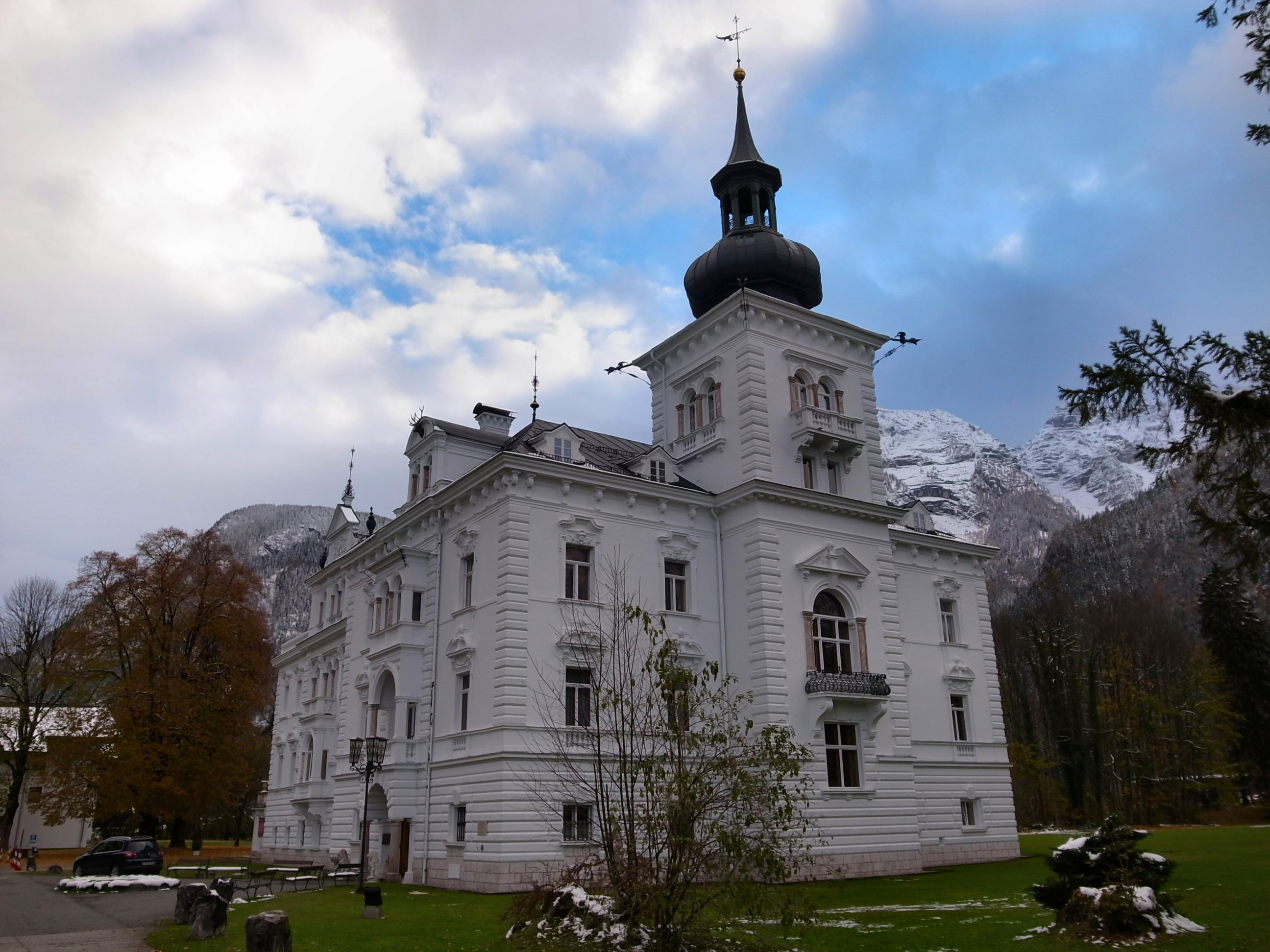
Schloss Grubhof

Schloss Grubhof liegt in der Gemeinde St. Martin bei Lofer im Bezirk Zell am See im Bundesland Salzburg (St. Martin 2). Das Schloss erinnert an einen Villenbau der Gründerzeit; dieses Erscheinungsbild hat der ursprünglich mittelalterliche Ansitz gegen Ende des 19. Jahrhunderts erhalten.

## Geschichte
Um 1300 wurde der Hof zu Grub in der Louer als erzbischöfliches Lehen erwähnt; als Besitzer schien ein Gebhard von Velben auf. Ab 1325 wurde hier die Familie der Grueber genannt. Auf einen Heinrich Grueber folgte sein Sohn Jakob und auf diesen ein Ulrich Grueber (1409). Der nächste in dieser Reihe war Nicolas Grueber (1428) und nach ihm Hans Gruber. Dessen Witwe Katrein Payrin verkaufte ihren hälftigen Anteil ihrem Schwager Conrad Gruber, die andere Hälfte erwarb Adelgern Hunt nach 1490. 1518 verkaufte Conrad Gruber den Hof an Wolfgang Pichler.
1537 erwarb der hochfürstliche Salzburgische Rat Ludwig Ritz den Hof und ließ diesen 1541 zu einem Ansitz ausbauen. Sein Antrag auf Edelmannsfreiheit wurde 1546 noch abgelehnt, aber 1593 schien der Edelsitz dieses Abgabenprivileg erhalten zu haben. 1561 folgten ihm im Besitz seine drei Söhne und fünf Töchter nach. Von diesen konnte Hermann Ritz das Erbe wieder ungeteilt erwerben. 1620 ging es an seine beiden Söhne, die den Besitz bereits 1624 an die Brüder Hans Ludwig und Bernhard Wilhelm aus einer Nebenlinie der Ritz verkauften. Der letzte der Ritz war Emeran Raimund Ritz († 1708). Seine Witwe Maria Barbara Goldin, geborene von Schernberg, verehelichte sich mit Freiherr Franz Dietrich von Motzl, der 1712 auch die Anteile der anderen Erben erwarb. Es folgten aus dieser Familie Franz Josef und dann Georg Franz Anton Freiherren von Motzl zu Grubhof. Letzterer ließ 1783 bis 1785 umfangreiche Renovierungsarbeiten durchführen. Über seine Witwe kam der Besitz an deren Nichte Waldburga Auer von Winkl, die mit Freiherrn Anselm Karl von Imhof verheiratet war. Im selben Jahr wurde der Besitz allodifiziert.
1828 erwarben die Brüder Ferdinand und Johann Nepomuk von Rehlingen das Schloss durch Tauschkauf. 1829 ersteigerte das königlich-bayrische Hauptsalzamt in Reichenhall das Schloss und den dazugehörigen Grundbesitz. 1868 wurde das Schloss an Josef Faistauer verkauft und von diesem 1879 an seinen Sohn Josef Faistauer übergeben. Hier wurde dessen Sohn Anton Faistauer geboren.

## Schloss Grubhof heute
1890 kaufte der deutsche Kunstdüngerfabrikant Herrmann Schmidtmann den Edelsitz und das umgebende Gelände. Durch den Salzburger Architekt Josef Wessicken und den Baumeister Jakob Ceconi wurde der Ansitz zu seiner heutigen Form umgebaut. Der alte Kern wurde 1892 mit einer neuen Fassade ummantelt. An der Turmseite wurde ein Anbau angefügt. Es entstand ein Gebäude in Form einer überdimensionierten Villa. 1923 erwarb Florence von Poser, die Tochter Schmidtmanns, den Besitz. Sie war mit dem deutschen General Arno von Poser und Groß-Naedlitz († 1940) verheiratet und starb 1963. Bereits 1956 kam der Besitz zu je einem Drittel an Hildegard Wolff, Maria Spitzy und Florence Schandl (verheiratete Dachmann). 1964 kam Schloss Grubhof in den Besitz von Johann Wilhelm Zepp. Diesem folgte (1970) Andreas Schuller aus München. Das Schloss wurde restauriert und mit zeitgemäßem Wohnkomfort ausgestattet. Seit 1983 steht Schloss Grubhof im Eigentum der Alpenbau GmbH.
Das Schloss befindet sich in Privatbesitz und wird als Hotel geführt; es beherbergt 32 Ferienwohnungen und ein Restaurant im Erdgeschoß.